# Стая (сериал, 2009)
«Стая» — российский детективный телесериал по мотивам романа Александра Бушкова «Волчья стая» из «шантарского цикла».

## Сюжет
Группа бизнесменов небольшого сибирского города покупает себе путёвки на экзотический отдых: в лагерь строгого режима сталинской эпохи. Бараки, баланда, ватники, колючая проволока, зверствующие надзиратели — весь антураж и распорядок дня соблюдены в деталях. К ужасу «отдыхающих», через несколько дней выясняется, что лагерь вовсе не развлекательный: бандитская организация собрала компромат на каждого из «заключённых»  и начинает шантажировать «постояльцев».

## В ролях
- Алексей Серебряков — Вадим, бизнесмен
- Ольга Сидорова — Ника, жена Вадима
- Александр Песков — Юрий, предприниматель
- Юлиан Малакянц — Савванеев, начальник лагеря
- Алексей Панин — «Василёк» (Александр Николаевич)
- Александр Баширов — полковник милиции Владислав Андреевич Клебанов, начальник Шантарского городского управления внутренних дел
- Юрий Смирнов — Монастырский, специалист по антиквариату
- Самвел Мужикян — Эмиль, партнёр Вадима
- Андрей Сиганов — «Синий» (Паклин), криминальный авторитет
- Алексей Огурцов — «Угрюмый», владелец автосервиса
- Александр Пятков — Семён Измаилов, владелец ресторанов
- Андрей Зибров — Глеб, предприниматель
- Дарья Дроздовская — Даша Егорова, жена Глеба
- Михаил Разумовский — Иноземцев, артист
- Сергей Угрюмов — Борис, бывший мент
- Сергей Русскин — «Гитлер», надзиратель
- Юрий Шерстнёв — Степан
- Георгий Пицхелаури — Юнус Усманов
- Мария Саффо — Светлана, жена Юрия
- Татьяна Федоровская — Ирма, надзиратель
- Рубен Симонов — князь Мдиванбеги
- Анна Лутцева — секретарша (нет в титрах)

## Съёмочная группа
- Режиссёр: Станислав Мареев
- Продюсеры: Олег Могучев, Родион Павлючик, Сергей Ховенко
- Сценарист: Рамиз Фаталиев
- Оператор: Александр Гусев

Альтернативное название сериала: «К сведению состоятельных господ и дам». Александр Бушков обвинил создателей сериала в плагиате («Помимо сюжетной линии, в сериале использованы почти все термины, названия населенных пунктов и имена героев моего романа: в книге я создал вымышленный город Шантарск, а в кадре герои читают „Шантарские новости“. Кое-что авторы сериала изменили, но совсем незначительно. Например, вместо гестапо у них фигурирует НКВД».) и собирался подать иск в суд.